# Uroš Tripković
Uroš Tripković (Srp. ćirilica: Урош Трипковић; Čačak, 11. rujna 1986.) je srbijanski profesionalni košarkaš. Igra na poziciji bek šutera, a trenutačno je član španjolskog DKV Joventuta.
Tripković je vješt bek, a poznat je kao odličan tricaš. Jedan je od najtalentiranijih mladih igrača u Europi. Rođeni šuter, ali i odlični asistent. Dok je igrao u mlađim kategorijama Partizana često je igrao poziciju razigravača, što mu je pomoglo da podigne svoju igru na neku veću razinu. Kao i većina bek šutera odličan je strijelac s linije slobodnih bacanja. 26. srpnja 2009. nakon sedam godina vjernosti Partizanu, Tripković je napustio Beograd i pristupio španjolskom DKV Joventutu.

## Trofeji

#### Partizan
- Naša Sinalko Liga: 2002./2003., 2003./2004., 2004./2005., 2005./2006., 2006./2007., 2007./2008.,2008./2009.
- Kup Radivoja Koraa: 2007./2008.,2008./2009.
- NLB liga: 2006./2007., 2007./2008., 2008./2009.

## Vanjske poveznice
- Profil na NLB.com
- Profil na nbadraft.net